# Mailly-la-Ville
Mailly-la-Ville es una localidad y comuna francesa situada en la región de Borgoña, departamento de Yonne, en el distrito de Auxerre y cantón de Vermenton.

## Demografía
| 830 | 857 | 851 | 851 | 938 | 869 | 1 003 | 1 041 | 999 | 1 007 | 960 | 1 026 | 1 008 | 1 013 | 1 026 | 1 007 | 965 | 851 | 851 | 753 | 666 | 611 | 629 | 630 | 606 | 664 | 663 | 728 | 649 | 609 | 612 | 582 | 612 |
| Para los censos de 1962 a 1999 la población legal corresponde a la población sin duplicidades (Fuente: INSEE [Consultar]) |     |     |     |     |     |       |       |     |       |     |       |       |       |       |       |     |     |     |     |     |     |     |     |     |     |     |     |     |     |     |     |     |